# Sandöbrug
De Sandöbrug (Zweeds: Sandöbron) is een brug over de Ångermanälven tussen Lunde en Sandö in de gemeente Kramfors. De brug heeft een hoogte van 42 meter en is in totaal 810 meter lang.
Tijdens de bouw is de brug ingestort op 31 augustus 1939 waarbij 18 arbeiders omkwamen. Dit ongeval kreeg maar weinig aandacht in de pers, doordat de Tweede Wereldoorlog de dag erna startte.
In 1997 werd deze brug vervangen als belangrijkste wegverbinding door de Hoge Kustbrug, een nieuwe brug over de rivier, als verlenging van de E4.